# 圣卢德诺
圣卢德诺（法語：Saint-Loup-de-Naud，法語發音：[sɛ̃ lu də no] ⓘ）是法国塞纳-马恩省的一个市镇，属于普罗万区。

## 地理
圣卢德诺（48°32'0"N, 3°13'23"E）面积10.95 平方千米，位于法国法蘭西島大區塞纳-马恩省，该省份为法国北部内陆省份，北起瓦兹省，西接埃松省、马恩河谷省、塞纳-圣但尼省和瓦兹河谷省，南至卢瓦雷省，东南接约讷省，东临马恩省和奥布省，东北接埃纳省。
与圣卢德诺接壤的市镇（或旧市镇、城区）包括：利济讷、隆格维尔、迈松鲁日、圣科隆布、萨万、维莱讷莱普罗万。

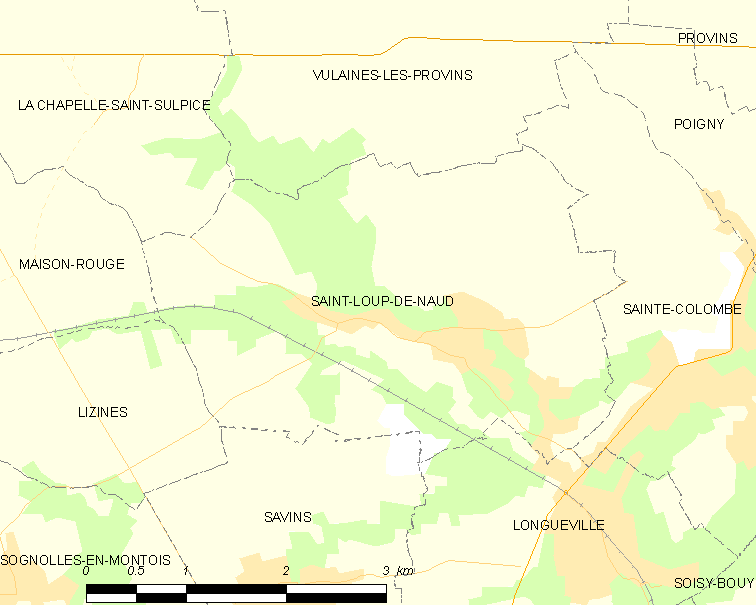
圣卢德诺的OSM定位图

圣卢德诺的时区为UTC+01:00、UTC+02:00（夏令时）。

## 行政
圣卢德诺的邮政编码为77650，INSEE市镇编码为77418。

## 政治
圣卢德诺所属的省级选区为普罗万县。

## 人口

1962-2008年间圣卢德诺人口变化图示

圣卢德诺于2022年1月1日时的人口数量为859人。